# Genista umbellata
Genista umbellata es una especie de arbusto perteneciente a la familia de las fabáceas. 

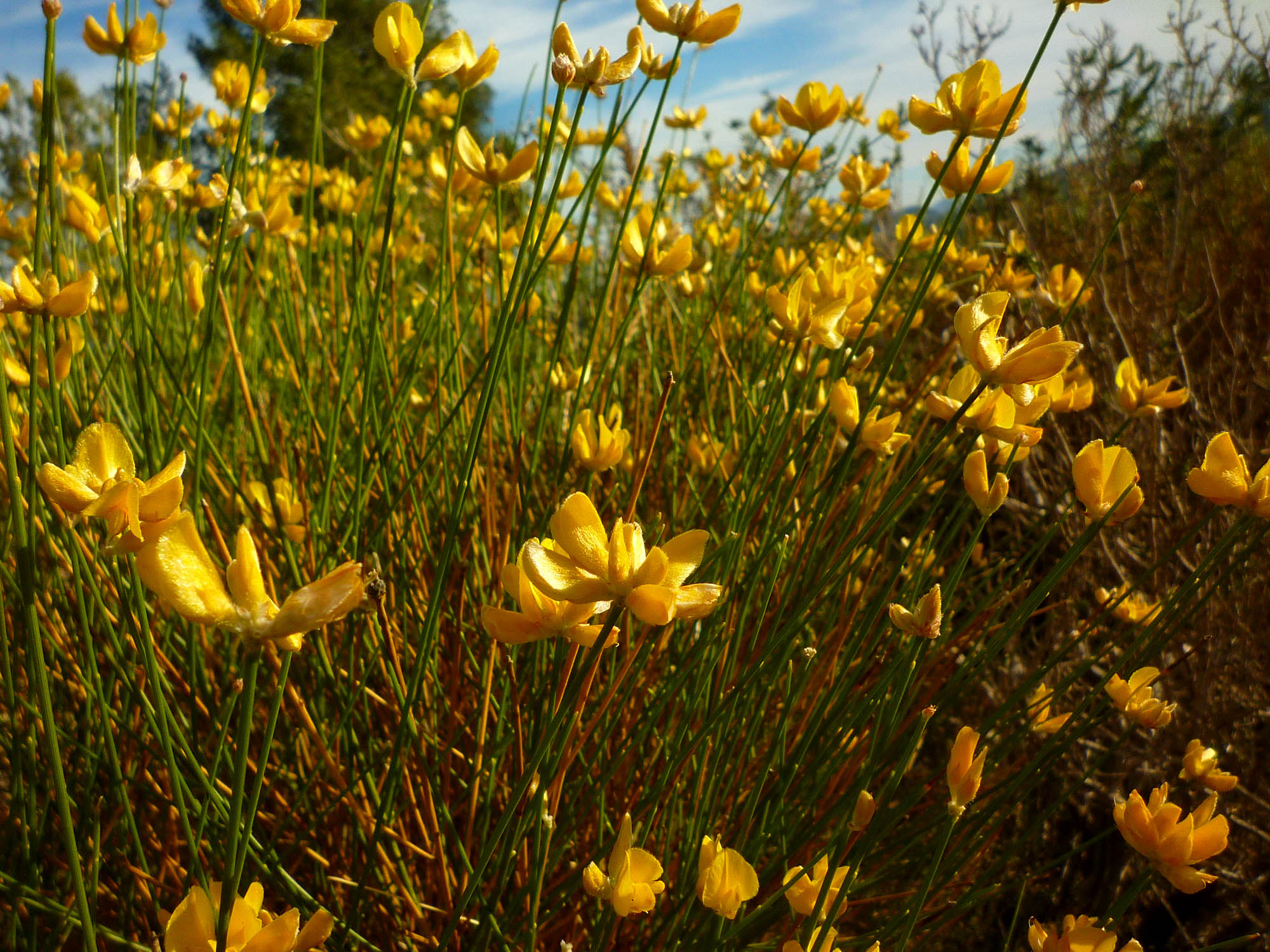
Vista de la planta

## Descripción
Esta es una leguminosa  que alcanza un tamaño de hasta 1,5 m de altura. Muy ramificada desde la base, con ramas alternas, opuestas o fasciculadas, erecto-patentes. Tallos con 10-14 costillas en forma de T. Las hojas inferiores de las plantas jóvenes son trifolioladas, las demás unifolioladas, estipuladas, alternas y opuestas; órgano estipular recorrido por 3 costillas confluentes en el ápice. Las inflorescencias son  terminales,  con 5-30 flores de 9-14 mm,  amarillas, pediceladas o subsentadas, con 1 bráctea y 2 bractéolas en el pedicelo. Cáliz 4,5-7(7,5) mm, campanulado, bilabiado, viloso o seríceo, con el tubo más corto que los labios. Corola con el estandarte casi del tamaño de la quilla, ambos seríceos o vilosos. Estambres 10, monadelfos. Ovario seríceo o viloso, con 3-6 rudimentos seminales; estilo glabro, arqueado en el ápice; estigma capitado, extrorso o subterminal. Fruto 8-24 × 3,7-4,5(6) mm, oblongoideo, algo aplanado y toruloso, seríceo o viloso, plateado, con 2-4 semillas. Número de cromosomas: 2n = 46, 48. 

## Distribución y hábitat
Se encuentra en taludes margosos o esquistosos, matorrales en colinas calcáreas y pedregosas. Íbero-magrebí. Se distribuye por España, Argelia y Marruecos.

## Taxonomía
Genista umbellata fue descrita por  (L'Her.) Poir. y publicado en Encyclopédie Méthodique. Botanique ... Supplément 2(2): 715. 1812.
Etimología
Genista: nombre genérico que proviene del latín de la que los reyes y reinas Plantagenet de Inglaterra tomaron su nombre, planta Genesta o plante genest, en alusión a una historia que, cuando Guillermo el Conquistador se embarcó rumbo a Inglaterra, arrancó una planta que se mantenía firme, tenazmente, a una roca y la metió en su casco como símbolo de que él también sería tenaz en su arriesgada tarea. La planta fue la  llamada planta genista en latín. Esta es una buena historia, pero por desgracia Guillermo el Conquistador llegó mucho antes de los Plantagenet y en realidad fue Godofredo de Anjou que fue apodado el Plantagenet, porque llevaba un ramito de flores amarillas de retama en su casco como una insignia (genêt es el nombre francés del arbusto de retama), y fue su hijo, Enrique II, el que se convirtió en el primer rey Plantagenet. Otras explicaciones históricas son que Geoffrey plantó este arbusto como una cubierta de caza o que él la usaba para azotarse a sí mismo. No fue hasta que Ricardo de York, el padre de los dos reyes Eduardo IV y Ricardo III, cuando los miembros de esta familia adoptaron el nombre de Plantagenet, y luego se aplicó retroactivamente a los descendientes de Godofredo I de Anjou como el nombre dinástico.
El epíteto umbellata atiende a flores en umbela que es cuando la Inflorescencia aparece en el extremo del raquis o eje principal ensanchado formando un receptáculo. 
Sinonimia
- Genista equisetiformis Spach	[4]

## Nombre común
Se conoce como: bolina, bollina.